# Horst Bökelmann
Horst Bökelmann (* um 1910; † unbekannt) war ein deutscher Verwaltungsjurist und Landrat.

## Leben und Wirken
Bökelmann studierte Rechtswissenschaften und promovierte an der Universität Leipzig zum Dr. jur. Das Thema seiner Dissertation lautete Der Begriff des Betriebsunfalles in der Reichsunfallversicherung auf Grund der neueren Rechtsprechung und erschien 1935 in Würzburg in Druck. Danach trat er am 13. November 1935 in den Staatsdienst ein und war am Landratsamt Glauchau tätig. Nach der deutschen Besetzung der Grenzgebiete der Tschechoslowakei infolge des Münchner Abkommens im Oktober 1938 und der Bildung des Reichsgaus Sudetenland wurde Bökelmann kommissarischer Landrat im Landkreis Deutsch Gabel. 1939 wurde er zum Protektorat Böhmen und Mähren versetzt, wo er als Regierungsrat dem Befehlshaber der Ordnungspolizei unterstand. 1942/43 publizierte er das zweibändige Handbuch Das in Böhmen und Mähren geltende Luftschutzrecht, dem 1943 Ergänzungsblätter folgten.
Nach dem Zweiten Weltkrieg publizierte er u. a. 1951 Wohnungseigentum und Dauerwohnrecht.